# 로베르토 에체바리아
로베르토 에체바리아 아루티(스페인어: Roberto Etxebarria Arruti; 1908년 5월 6일, 바스크 주 에이바르 ~ 1981년 2월 17일, 바스크 주 에이바르)는 스페인의 전 축구 선수로, 현역 시절 미드필더로 활약하였다.

## 클럽 경력
기푸스코아 도 에이바르 출신인 에체바리아는 그의 고향 바스크 주에서 축구 인생의 전부를 보냈는데, 그는 에이바레사의 유소년부를 거쳐 1927년에 알라베스에 입단하였다. 이듬해, 그는 아틀레틱 빌바오로 이적하여 이어지는 8시즌 동안 빌바오 소속으로 활동하였다.
에체바리아의 첫 사자 군단 경기는 1928년 9월 30일, 4-0으로 이긴 바라칼도와의 지역 리그 경기로, 라 리가가 1929년에 출범했을 때 소속 구단이 참가해 첫 시즌을 3위로 마감했다. 그는 산 마메스에서 활약하면서 217번의 공식 경기에 출전해 21골을 넣었고, 4번의 리그 우승을 포함해 총 8번의 주요 대회 우승을 거두었다. 스페인 내전이 발발했을 때, 그는 바스크 대표팀에서만 활약하였다.
1939-40 시즌, 에체바리아는 감독일을 맡아 그의 소속 구단으로 리그 3위의 성적을 냈는데, 그 시즌 우승을 거둔 아틀레티코 항공대와는 3점 차이였다. 그는 이후 은퇴를 번복하고 레알 소시에다드에서 2년 더 활약하다가 34세의 나이로 은퇴했다. 1981년 2월 17일, 그는 거의 73세가 되어서 고향 동네에서 영면에 들었다.

## 국가대표팀 경력
에체바리아는 8년 동안 스페인 국가대표팀 경기에 7번 출전했는데, 첫 국가대표팀 경기는 1928년 4월 22일, 히혼에서 열린 이탈리아와의 친선경기였다.

## 수상
- 라 리가: 1929–30, 1930–31, 1933–34, 1935–36
- 코파 델 레이: 1930, 1931, 1932, 1933